# Didactylia binotata
Didactylia binotata är en skalbaggsart som beskrevs av Müller 1942. Didactylia binotata ingår i släktet Didactylia och familjen Aphodiidae. Inga underarter finns listade i Catalogue of Life.